# Perro (embutido)
El Perro es un tipo de embutido cocido elaborado en los municipios españoles como el de Requena (Valencia). Se encuentra inscrito en el listado de productos artesanales de la Unión Europea y está regulado por el Consejo Regulador de la Indicación Geográfica Protegida .

## Descripción
Presentará forma cilíndrica irregular, determinada por la morfología de la tripa. La superficie del embutido será del color negro característico, lisa o ligeramente rugosa.
La pasta tendrá consistencia blanda, inelástica, adherente, cohesionada, untuosa y poco fibrosa.
Las piezas se presentarán con formato en "vela"y "sarta" entre 20-40 cm de longitud, con un diámetro mínimo de 40 mm y un peso comprendido entre 300-500 g/pieza. El atado se realizará en hilo blanco. Es muy frecuente el formato grande embutido en tripa de diámetro superior a los 100 mm, que se ata también cada 25-35 cm, dando piezas achatadas de forma característica.
El picado de las carnes se realizará con una placa de 4-6 mm.
Es un embutido que se come crudo con un sabor muy agradable en boca, el color es oscuro pero el sabor recuerda a morcilla muy suave con un toque a canela y clavo.

## Elaboración e ingredientes
El perro se define como un embutido cocido curado, elaborado exclusivamente con magro (15-20%) y tocino/panceta (80-85%) de cerdo, adicionado de sal, especias (pimienta, pimentón, ajo), condimentos (incluso licores) y aditivos autorizados.
El picado de los ingredientes será suficiente para obtener una pasta homogénea, que tras madurar durante un mínimo de 6 horas, se embutirá en tripa natural( De cerdo y ternera).
La curación mínima dependerá del calibre, en grueso, de 7 a 10 días , y en fino de 3 a 4 días.
| Humedad       | 34,4 % |
| Proteínas     | 10,3 % |
| Grasas        | 48,6 % |
| Cenizas       | 3,1 %  |
| Carbohidratos | 3,6 %  |